# Dans les cordes (film, 2004)
Pour les articles homonymes, voir Dans les cordes.
Pour plus de détails, voir Fiche technique et Distribution.
Dans les cordes, ou Contrecoups au Québec (Against the Ropes) est un film américain réalisé par Charles S. Dutton, sorti en 2004.

## Synopsis
L'évocation des relations existant entre le boxeur Luther Shaw, champion en devenir, et son manager Jackie Kallen.

## Fiche technique
- Titres français : Dans les cordes (en  France) et Contrecoups (au  Québec)
- Titre original : Against the Ropes
- Réalisation : Charles S. Dutton
- Musique : Michael Kamen
- Société de production : Paramount Pictures
- Costumes : Ruth E. Carter
- Pays d'origine :  États-Unis
- Genre : Comédie
- Durée : 111 minutes
- Dates de sortie :
  -  États-Unis : 28 février 2004
  -  France : 30 juin 2004

## Distribution
Légende : Version Française (VF) ; Version Québécoise (VQ)
- Meg Ryan (VF : Virginie Ledieu ; VQ : Natalie Hamel-Roy) : Jackie Kallen
- Omar Epps (VF : Lucien Jean-Baptiste ; VQ : Gilbert Lachance) : Luther Shaw
- Charles S. Dutton (VF : Pascal Renwick ; VQ : Guy Nadon) : Felix Reynolds
- Tony Shalhoub (VF : Gérard Rinaldi ; VQ : Manuel Tadros) : Sam LaRocca
- Tim Daly (VF : Bruno Choël ; VQ : Daniel Picard) : Gavin Reese
- Joseph Cortese (VF : Jacques Frantz ; VQ : Mario Desmarais) : Irving Abel
- Kerry Washington (VQ : Éveline Gélinas) : Renee
- Sean Bell (VQ : Patrice Dubois) : Ray Kallen
- Dean McDermott (VF : Jérôme Pauwels ; VQ : François Trudel) : Pete Kallen
- Karen Robinson : Kimberly Insurance